# Willie Miller
William Ferguson "Willie" Miller (Glasgow, 1955. május 2. –) skót válogatott labdarúgó, edző.

## Pályafutása

### Klubcsapatokban
Miller 1971-ben, 16 évesen írta alá első profi szerződését az Aberdeen csapatával. Egy szezont a Peterhead-nél töltött kölcsönben, majd egészen 1990-ig az Aberdeen kötelékében futballozott. 14 egymást követő idényben legalább negyvenszer lépett pályára. A klubbal háromszor megnyerte a bajnokságot, négyszer a kupát, háromszor a ligakupát, az európai szuperkupát és a KEK-et pedig egyszer-egyszer. Egy, a skót válogatottnál összeszedett sérülés miatt 1990-ben visszavonult. 2003-ban az Aberdeen szurkolói a klub történetének valaha volt legjobb játékosának választották. 2015-ben bekerült a The Dons álomcsapatába is.

### A válogatottban
Miller 1975 és 1989 között összesen 65 alkalommal szerepelt a skót válogatottban, részt vett az 1982-es, és az 1986-os világbajnokságon is. Utolsó mérkőzését 1989-ben játszotta, az egyik VB-selejtező során szenvedett sérülése miatt nem tudott részt venni a tornán, majd kénytelen volt visszavonulni.

## Statisztika

### Klubcsapatban
| Klub             | Szezon           | Bajnokság | Bajnokság | Kupa  | Kupa | Ligakupa | Ligakupa | KEK   | KEK | Összesen | Összesen |
| Klub             | Szezon           | Mérk.     | Gól       | Mérk. | Gól  | Mérk.    | Gól      | Mérk. | Gól | Mérk.    | Gól      |
| ---------------- | ---------------- | --------- | --------- | ----- | ---- | -------- | -------- | ----- | --- | -------- | -------- |
| Aberdeen         | 1972–73          | 1         | 0         | 0     | 0    | 0        | 0        | 0     | 0   | 1        | 0        |
| Aberdeen         | 1973–74          | 31        | 1         | 1     | 0    | 9        | 0        | 4     | 0   | 46       | 0        |
| Aberdeen         | 1974–75          | 34        | 1         | 4     | 1    | 6        | 0        | 0     | 0   | 44       | 2        |
| Aberdeen         | 1975–76          | 36        | 0         | 2     | 1    | 6        | 0        | 0     | 0   | 44       | 1        |
| Aberdeen         | 1976–77          | 36        | 0         | 3     | 0    | 8        | 0        | 0     | 0   | 47       | 0        |
| Aberdeen         | 1977–78          | 36        | 2         | 6     | 0    | 6        | 0        | 2     | 0   | 50       | 2        |
| Aberdeen         | 1978–79          | 34        | 0         | 5     | 1    | 8        | 0        | 4     | 0   | 51       | 1        |
| Aberdeen         | 1979–80          | 31        | 1         | 5     | 1    | 8        | 0        | 2     | 0   | 46       | 2        |
| Aberdeen         | 1980–81          | 33        | 2         | 1     | 0    | 6        | 0        | 4     | 0   | 44       | 2        |
| Aberdeen         | 1981–82          | 36        | 0         | 6     | 0    | 10       | 0        | 6     | 0   | 58       | 0        |
| Aberdeen         | 1982–83          | 36        | 2         | 5     | 0    | 8        | 0        | 11    | 1   | 60       | 3        |
| Aberdeen         | 1983–84          | 34        | 2         | 7     | 1    | 9        | 1        | 10    | 0   | 60       | 4        |
| Aberdeen         | 1984–85          | 35        | 3         | 6     | 0    | 1        | 0        | 2     | 0   | 43       | 3        |
| Aberdeen         | 1985–86          | 33        | 1         | 6     | 1    | 6        | 0        | 6     | 1   | 51       | 3        |
| Aberdeen         | 1986–87          | 36        | 2         | 3     | 0    | 2        | 0        | 2     | 0   | 43       | 2        |
| Aberdeen         | 1987–88          | 42        | 3         | 6     | 0    | 5        | 0        | 4     | 0   | 57       | 3        |
| Aberdeen         | 1988–89          | 22        | 1         | 0     | 0    | 5        | 2        | 2     | 0   | 29       | 3        |
| Aberdeen         | 1989–90          | 15        | 0         | 0     | 0    | 5        | 0        | 2     | 0   | 22       | 0        |
| Aberdeen         | 1990–91          | 0         | 0         | 0     | 0    | 1        | 0        | 0     | 0   | 1        | 0        |
| Karrier összesen | Karrier összesen | 560       | 21        | 66    | 6    | 109      | 3        | 61    | 2   | 797      | 32       |

### A válogatottban
| Skócia   | Skócia | Skócia |
| Év       | Mérk.  | Gól    |
| -------- | ------ | ------ |
| 1975     | 1      | 0      |
| 1978     | 1      | 0      |
| 1979     | 1      | 0      |
| 1980     | 6      | 1      |
| 1981     | 7      | 0      |
| 1982     | 5      | 0      |
| 1983     | 9      | 0      |
| 1984     | 6      | 0      |
| 1985     | 8      | 0      |
| 1986     | 8      | 0      |
| 1987     | 4      | 0      |
| 1988     | 7      | 0      |
| 1989     | 2      | 0      |
| Összesen | 65     | 1      |

### Edzőként
| Klub     | Edzőség kezdete | Edzőség vége  | Mérleg | Mérleg | Mérleg | Mérleg | Mérleg     |
| Klub     | Edzőség kezdete | Edzőség vége  | M      | GY     | D      | V      | Győzelem % |
| -------- | --------------- | ------------- | ------ | ------ | ------ | ------ | ---------- |
| Aberdeen | 1992. február   | 1995. február | 155    | 72     | 33     | 50     | 46,45      |

## Sikerei, díjai

### Játékosként
Aberdeen
- Skót bajnok (3): 1979–80, 1983–84, 1984–85
- Skót kupagyőztes (4): 1981–82, 1982–83, 1983–84, 1985–86
- Skót ligakupa-győztes (3): 1976–77, 1985–86, 1989–90
- KEK (1): 1982–83
- UEFA-szuperkupa-győztes: (1) 1983

### Edzőként
Aberdeen
- Skót bajnokság második: 1992–93, 1993–94
- Skót kupa ezüstérmes: 1992–93
- Skót ligakupa ezüstérmes: 1992–93
- Aberdeenshire-kupa: 1992–93

### Egyéni
- PFA Év Játékosa: 1984
- SFWA Év Játékosa: 1984
- Skót válogatott halhatatlanja: 1986
- Skót labdarúgás halhatatlanja: 2004